# Jo Bonnier
Joakim Bonnier (Estocolmo, Suecia; 31 de enero de 1930-Le Mans, Francia; 11 de junio de 1972), más conocido como Jo Bonnier, fue un piloto de automovilismo sueco. Participó en más de 100 carreras de Fórmula 1 entre 1956 y 1971, donde logró una victoria. También tuvo una extensa trayectoria en carreras de automóviles deportivos. Falleció en un accidente en 1972, disputando las 24 Horas de Le Mans.

## Carrera
Jo Bonnier era heredero del grupo de medios de comunicación Bonnier AB. Se involucró por primera vez en las carreras de motor, ingresando berlinas y autos deportivos de Alfa Romeo en varios campeonatos escandinavos de rally, carreras sobre hielo y circuitos a principios de la década de 1950. Dio un paso hacia los verdaderos autos deportivos de competición con varios Maserati biplazas.

### Fórmula 1
Llamó la atención del equipo de Maserati de Fórmula 1, escudería con la que disputó su primera carrera, el Gran Premio de Italia en 1956, conduciendo un 250F y abandonando en la tercera vuelta. Hasta firmar con BRM a finales de 1958, Bonnier se mantuvo en la Fórmula 1 compitiendo para su propio equipo, la Ecurie Bonnier, entre otros.
Con BRM logró su primera y única victoria en el campeonato mundial. Fue en el Gran Premio de los Países Bajos de 1959 luego de haber logrado la pole position, conduciendo un BRM P25. Este fue también su único podio.
En 1961 y 1962, corrió con el equipo Porsche. Allí no logró ningún podio, mientras que su compañero Dan Gurney ganó una carrera. Tras esto, ingresó al Rob Walker Racing Team, un equipo privado que competía con monoplazas de Cooper y Brabham.
Entre 1966 y 1968, el piloto sueco participó casi a tiempo completo con su propio equipo, comprando monoplazas a varios constructores: Cooper, Brabham y McLaren, e incluso llegó a competir con un Honda. Luego de eso, decidió priorizar las carreras de deportivos a la F1, aunque siguió compitiendo algunas carreras hasta 1971.

### Resistencia y deportivos
En 1960 ganó la Targa Florio en un Porsche 718 junto a Hans Herrmann, y repitió victoria tres años más tarde con Carlo Maria Abate. También ganó las 12 Horas de Sebring en 1962 con Lucien Bianchi. A su vez, fue presidente de la Grand Prix Drivers' Association (GPDA) durante ocho años. Participó en 13 ocasiones en las 24 Horas de Le Mans, finalizando solamente una de ellas: fue segundo en 1964 junto a Graham Hill, conduciendo un Ferrari 330P.
Su última victoria en una carrera de resistencia de gran importancia fue en los 1000 km de Nürburgring con Phil Hill. En 1968 incursionó en la Can-Am y en 1970 ganó el Campeonato Europeo de Automóviles Deportivos hasta 2 litros.

## Ecurie Bonnier

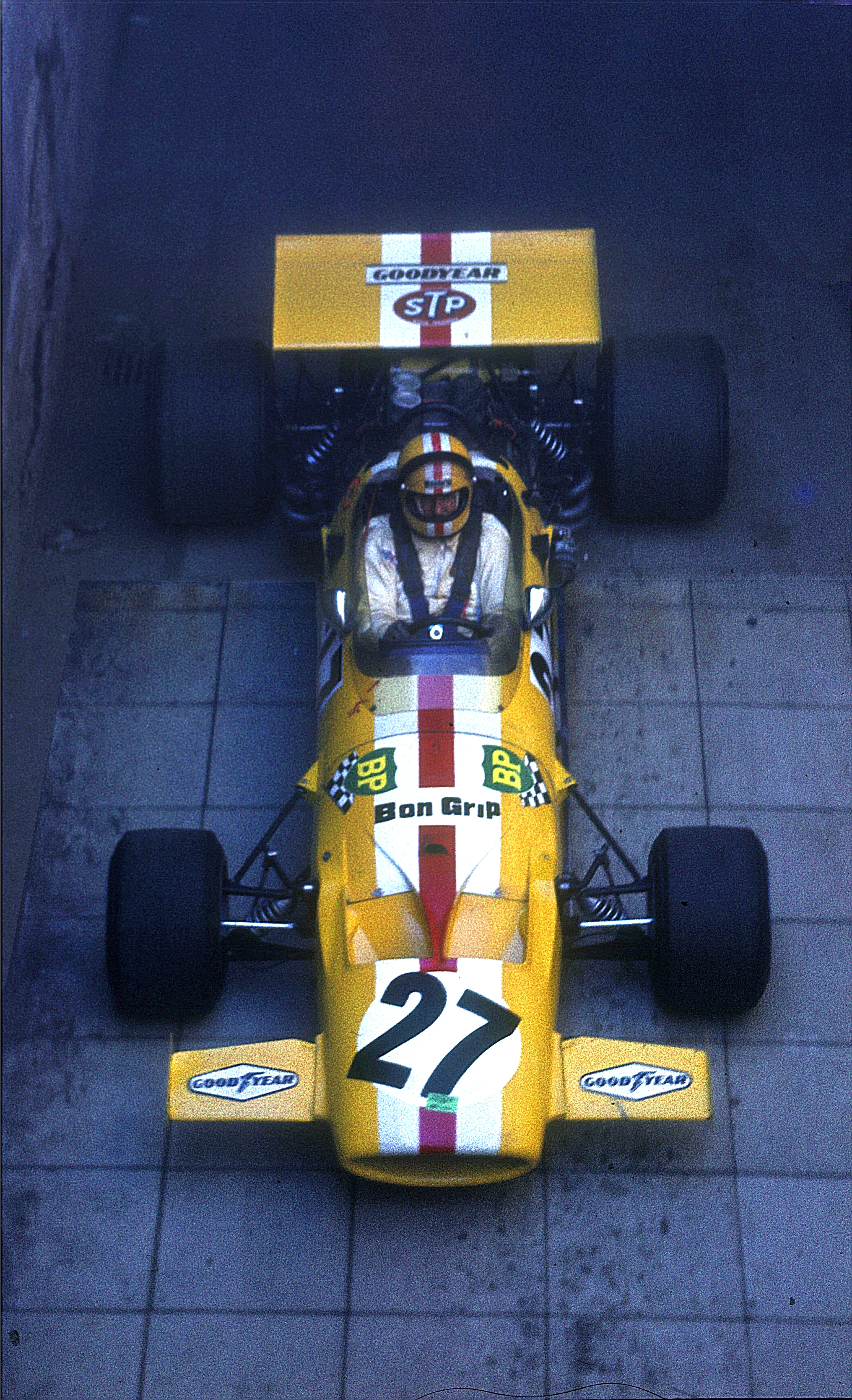
Jo Bonnier sobre un McLaren de su propio equipo, en 1971.

Ecurie Bonnier uno de los nombres utilizados por Jo Bonnier para ingresar a sus propios autos en Fórmula 1, Fórmula 2 y carreras de autos deportivos entre 1957 y su muerte en 1972. Comúnmente, inscribió vehículos para el propio Jo Bonnier, pero también proporcionó automóviles para varios otros pilotos durante el período.
El primer periodo del equipo en la Fórmula 1 inició con una única participación en 1957 y finalizó al año siguiente con la participación completa en toda la temporada. Harry Schell, Giulio Cabianca y Hans Herrmann corrieron al menos una carrera esa temporada con alguno de los Maserati 250F de esta escudería, además de Bonnier.
Jo Bonnier volvió a ingresar a su propio equipo en 1966, bajo el nombre de Anglo-Suisse Racing Team, para reflejar su residencia en Suiza en ese momento. Su vehículo principal ese año fue un Cooper T81-Maserati, pintado en rojo y blanco típico de Suiza. En la segunda carrera, el T81 quedó destruido tras un accidente, por lo que el piloto sueco debió recurrir a Brabham para competir en las dos siguientes. El Cooper fue reparado y con él, Jo completó esa temporada.
Al año siguiente, el equipo adoptó el nombre de Joakim Bonnier Racing Team, pero preservó los colores suizos. Sumó puntos en dos ocasiones. En 1968, Bonnier comenzó la temporada con el viejo T81, ahora amarillo, pero este fue reemplazado rápidamente por el exclusivo McLaren M5A-BRM de fábrica para la mayoría de las carreras de ese año. En la última carrera de la temporada, Honda le ofreció a Bonnier el uso de un RA301 de repuesto cuando el motor del M5A falló durante la práctica. En esa carrera, logró un quinto puesto que fue el mejor resultado del equipo en la Fórmula 1.
A finales de 1968, el propio Bonnier decidió alejarse de la Fórmula 1 y concentrarse en sus compromisos con los coches deportivos. Sin embargo, continuó haciendo apariciones ocasionales. En 1969, el nuevo nombre Ecurie Bonnier apareció junto con el experimental Lotus 63 con tracción en las cuatro ruedas en una carrera, y con un Lotus 49B convencional en la siguiente. En 1970 y 1971, la Ecurie Bonnier corrió algunos Grandes Premios con un McLaren M7C. El joven austríaco Helmut Marko iba a competir con el equipo en una carrera de 1971, pero finalmente esto no sucedió. El equipo cerró definitivamente su participación en la Fórmula 1 al finalizar ese año.
Además de haber competido sin éxitos en Fórmula 2 durante alguno de esos años, la escudería decidió ingresar a las carreras de deportivos a finales de los años 60. En su principio compitieron con un McLaren M6B y un Lola T70, pero en 1970 el equipo optó por concentrarse en la clase inferior de hasta 2.000 cc. Con un Lola T210, Bonnier obtuvo mejores resultados, alcanzando el título europeo.

## Fallecimiento
En 1972, la Ecurie Bonnier decidió expandirse con nuevos Lola T280-Cosworth de tres litros para Bonnier, Reine Wisell, Gérard Larrousse y otros en el campeonato mundial. Para la carrera de las 24 Horas de Le Mans de ese año, Bonnier compartía un T280 con Larrousse y Gijs van Lennep. El vehículo de Bonnier liderando brevemente, pero en la hora 19 de la carrera, al intentar adelantar a un competidor más lento, Bonnier chocó contra la parte trasera de este, perdió el control y fue enviado hacia los árboles, muriendo instantáneamente.
La Ecurie Bonnier cerró al año siguiente.

## Resultados

### Fórmula 1
(Clave) (negrita indica pole position) (cursiva indica vuelta rápida)
| Año     | Escudería                  | 1       | 2       | 3       | 4       | 5       | 6       | 7       | 8       | 9       | 10      | 11     | 12      | 13  | Pos. | Puntos |
| ------- | -------------------------- | ------- | ------- | ------- | ------- | ------- | ------- | ------- | ------- | ------- | ------- | ------ | ------- | --- | ---- | ------ |
| 1956    | Officine Alfieri Maserati  | ARG     | MON     | 500     | BEL     | FRA     | GBR     | GER     | ITA Ret |         |         |        |         |     | NC   | 0      |
| 1957    | Scuderia Centro Sud        | ARG 7   |         |         |         |         |         | PES Ret | ITA Ret |         |         |        |         |     | NC   | 0      |
| 1957    | Jo Bonnier                 |         | MON DNP | 500     | FRA     | GBR Ret | GER     |         |         |         |         |        |         |     | NC   | 0      |
| 1958    | Scuderia Centro Sud        | ARG DNP |         |         |         |         |         |         | GER Ret |         |         |        |         |     | 20.º | 3      |
| 1958    | Jo Bonnier                 |         | MON Ret | NED 10  | 500     | BEL 9   |         | GBR Ret |         | POR Ret |         |        |         |     | 20.º | 3      |
| 1958    | Giorgio Scarlatti          |         |         |         |         |         | FRA 8   |         |         |         |         |        |         |     | 20.º | 3      |
| 1958    | Owen Racing Organisation   |         |         |         |         |         |         |         |         |         | ITA Ret | MAR 4  |         |     | 20.º | 3      |
| 1959    | Owen Racing Organisation   | MON Ret | 500     | NED 1   | FRA Ret | GBR Ret | GER 5   | POR Ret | ITA 8   | USA     |         |        |         |     | 8.º  | 10     |
| 1960    | Owen Racing Organisation   | ARG 7   | MON 5   | 500     | NED Ret | BEL Ret | FRA Ret | GBR Ret | POR Ret | ITA     | USA 5   |        |         |     | 18.º | 4      |
| 1961    | Porsche System Engineering | MON 12  | NED 11  | BEL 7   | FRA 7   | GBR 5   | GER Ret | ITA Ret | USA 6   |         |         |        |         |     | 15.º | 3      |
| 1962    | Porsche System Engineering | NED 7   | MON 5   | BEL WD  | FRA 10  | GBR Ret | GER 7   | ITA 6   | USA 13  | RSA     |         |        |         |     | 15.º | 3      |
| 1963    | R.R.C. Walker Racing Team  | MON 7   | BEL 5   | NED 11  | FRA NC  | GBR Ret | GER 6   | ITA 7   | USA 8   | MEX 5   | RSA 6   |        |         |     | 11.º | 6      |
| 1964    | R.R.C. Walker Racing Team  | MON 5   | NED 9   | BEL Ret | FRA     | GBR Ret | GER Ret | AUT 6   | ITA 12  | USA Ret | MEX Ret |        |         |     | 15.º | 3      |
| 1965    | R.R.C. Walker Racing Team  | RSA Ret | MON 7   | BEL Ret | FRA Ret | GBR 7   | NED Ret | GER 7   | ITA 7   | USA 8   | MEX Ret |        |         |     | NC   | 0      |
| 1966    | Anglo-Suisse Racing Team   | MON NC  | BEL Ret | FRA NC  | GBR Ret | NED 7   | GER Ret | ITA Ret | USA NC  | MEX 6   |         |        |         |     | 17.º | 1      |
| 1967    | Joakim Bonnier Racing Team | RSA Ret | MON     | NED     | BEL Ret | FRA     | GBR Ret | GER 6   | CAN 8   | ITA Ret | USA 6   | MEX 10 |         |     | 15.º | 3      |
| 1968    | Joakim Bonnier Racing Team | RSA Ret | ESP     | MON DNQ | BEL Ret | NED 8   | FRA     | GBR Ret | GER DNP | ITA 6   | CAN Ret | USA NC | MEX 5   |     | 22.º | 3      |
| 1969    | Ecurie Bonnier             | RSA     | ESP     | MON     | NED     | FRA     | GBR Ret | GER Ret | ITA     | CAN     | USA     | MEX    |         |     | NC   | 0      |
| 1970    | Ecurie Bonnier             | RSA     | ESP     | MON     | BEL     | NED     | FRA     | GBR     | GER     | AUT     | ITA DNQ | CAN    | USA Ret | MEX | NC   | 0      |
| 1971    | Ecurie Bonnier             | RSA Ret | ESP     | MON     | NED     | FRA     | GBR     | GER DNQ | AUT DNS | ITA 10  | CAN     | USA 16 |         |     | NC   | 0      |
| Fuente: |                            |         |         |         |         |         |         |         |         |         |         |        |         |     |      |        |